# Wiktor IV Albrecht von Ratibor
Wiktor IV Albrecht von Ratibor, właśc. Viktor Albrecht Johannes Josef Michael Maria von Hohenlohe-Schillingsfürst (ur. 12 lutego 1916 w Rudach, zm. 18 września 1939 pomiędzy Pociechą a Truskawką) – niemiecki arystokrata i wojskowy, pierworodny syn Wiktora III Augusta von Ratibor.

## Życiorys
Był pierworodnym synem i czwartym dzieckiem Wiktora III Augusta von Ratibor i jego żony Elżbiety. Nosił tytuł Erbprinz, ponieważ był najstarszym synem księcia Wiktora III i jednocześnie spadkobiercą tytułu księcia raciborskiego. Wiktor IV urodził się w 1916 roku, jeszcze za życia swojego dziadka Wiktora II Amadeusza von Ratibor. Pierwsze wychowanie i wykształcenie uzyskał w rodzimych dobrach.

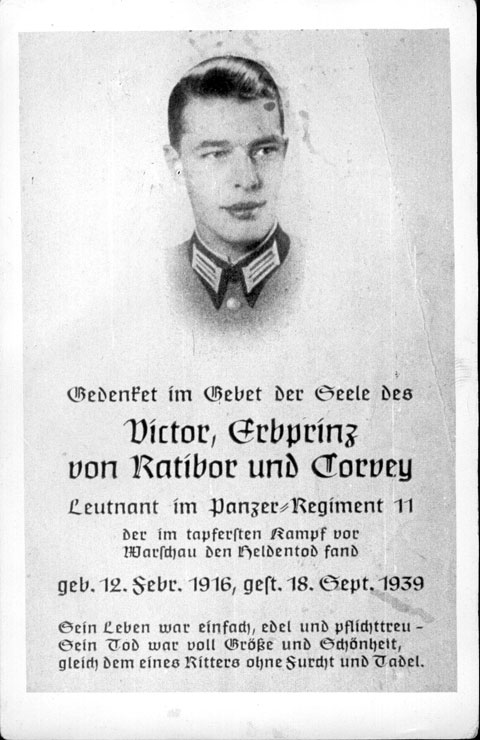
Karta pośmiertna Wiktora III Augusta von Ratibor

W wieku 23 lat został wcielony do armii niemieckiej, w której służył w wojskach pancernych jako porucznik (Oberleutnant). Podczas kampanii wrześniowej w Polsce był dowódcą plutonu w 11. Pułku Pancernym (Panzer Regiment 11) 1. Dywizji Lekkiej (1. Leichte Division). 18 września dowodzony przez niego czołg PzKpfw 35(t) został zniszczony w zasadzce koło wsi Pociecha, w Puszczy Kampinoskiej niedaleko Modlina przez polską tankietkę TKS (uzbrojoną w nkm 20 mm), którą dowodził podchorąży Edmund Roman Orlik. Pojazd dowodzony przez Orlika zaskoczył i zniszczył wówczas ogółem trzy niemieckie czołgi. Wiktor IV Albrecht zmarł w wyniku ran i ciężkich oparzeń, jakich doznał. Ciało zostało zidentyfikowane na podstawie legitymacji myśliwskiej.
Pochowany został w rodzinnej krypcie pod kruchtą zachodnią kościoła parafialnego w Rudach, koło Raciborza. Pogrzeb odbył się ze wszystkimi honorami wojskowymi, a jego metalową wojskową trumnę okrywała flaga ze swastyką, którą według relacji świadków miała zdjąć jego matka, Elżbieta. Na temat śmierci Wiktora IV krąży do dziś szereg domysłów. Nie brakuje nawet takich, że powołanie do wojska i skierowanie w 1939 r. na pierwszą linię frontu było karą dla jego ojca za krytyczny stosunek do nazistów.
Przypuszcza się także, że prawdopodobną przyczyną podpalenia przez wojska radzieckie pałacu oraz byłego klasztoru cystersów w Rudach było znalezienie w krypcie kościoła trumny Wiktora, który był ubrany w czarny mundur wojsk pancernych. Rosjanie mogli go pomylić z mundurem wojsk SS i to mogło rozwścieczyć Rosjan, którzy podłożyli ogień.

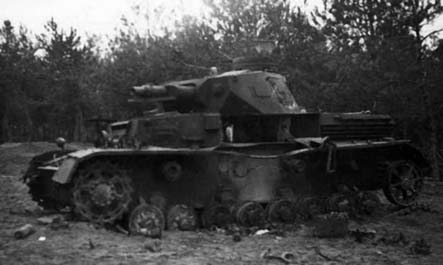
Domniemany wrak czołgu PzKpfw IV B Viktora von Ratibor

## Wywód przodków
| 4. Wiktor II Amadeusz von Ratibor             |  |                                                            |  |  |                                   |
|                                               |  | 2. Wiktor III August von Ratibor                           |  |  |                                   |
| 5. Maria Breunner-Enkevoirth                  |  |                                                            |  |  |                                   |
|                                               |  |                                                            |  |  | 1. Wiktor IV Albrecht von Ratibor |
| 6. Franciszek Albrecht zu Oettingen-Oettingen |  |                                                            |  |  |                                   |
|                                               |  | 3. Elżbieta zu Oettingen-Oettingen und Oettingen-Spielberg |  |  |                                   |
| 7. Zofia Maria von Metternich-Winneburg       |  |                                                            |  |  |                                   |
|                                               |  |                                                            |  |  |                                   |

Źródło: